# Vallorbe
Vallorbe (toponimo francese) è un comune svizzero di 3 750 abitanti del Canton Vaud, nel distretto del Jura-Nord vaudois.

## Monumenti e luoghi d'interesse

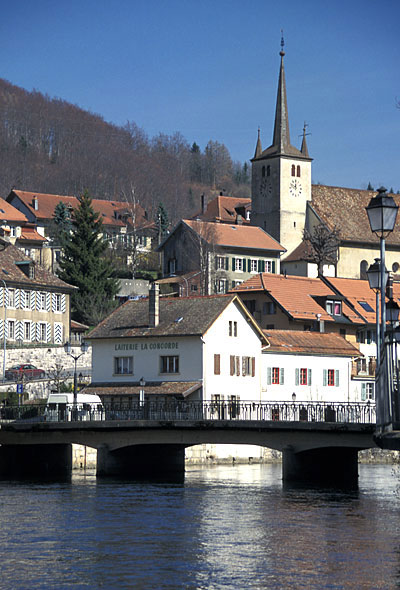
La chiesa riformata

- Chiesa riformata, ricostruita nel 1712[1].

## Società

### Evoluzione demografica
L'evoluzione demografica è riportata nella seguente tabella:
Abitanti censiti

## Infrastrutture e trasporti

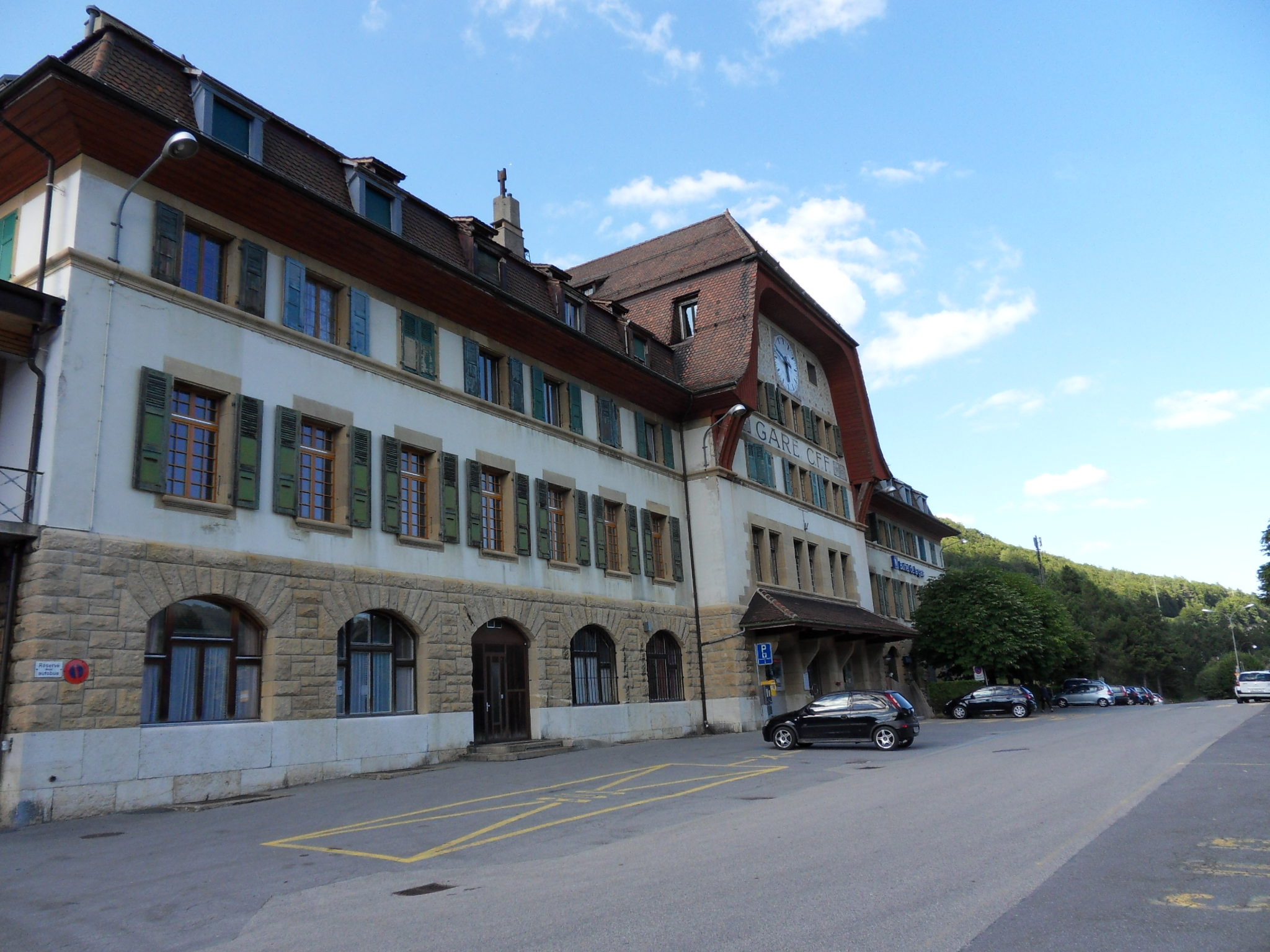
La stazione di Vallorbe

Vallorbe è un importante nodo stradale e ferroviario al confine tra Svizzera e Francia; vi hanno inizio l'autostrada A9 Vallorbe-Briga e la strada principale 9 Vallorbe-Gondo. La stazione di Vallorbe è il capolinea della linea S2 Vallorbe-Losanna-Vevey-Montreux-Villeneuve della rete celere del Vaud, della ferrovia Losanna-Vallorbe e della ferrovia Vallorbe-Frasne.

## Amministrazione
Ogni famiglia originaria del luogo fa parte del cosiddetto comune patriziale e ha la responsabilità della manutenzione di ogni bene ricadente all'interno dei confini del comune.